# Куру (Юра)
Куру (фр. Courroux) — громада  в Швейцарії в кантоні Юра, округ Делемон.

## Географія
Громада розташована на відстані близько 50 км на північ від Берна, 2 км на схід від Делемона.
Куру має площу 19,7 км², з яких на 7,5% дозволяється будівництво (житлове та будівництво доріг), 53,3% використовуються в сільськогосподарських цілях, 38,4% зайнято лісами, 0,8% не є продуктивними (річки, льодовики або гори).

## Демографія
2019 року в громаді мешкало 3298 осіб (+9% порівняно з 2010 роком), іноземців було 13,9%. Густота населення становила 167 осіб/км².
За віковим діапазоном населення розподілялося таким чином: 22,7% — особи молодші 20 років, 57,9% — особи у віці 20—64 років, 19,4% — особи у віці 65 років та старші. Було 1382 помешкань (у середньому 2,3 особи в помешканні).
Із загальної кількості 862 працюючих 87 було зайнятих в первинному секторі, 296 — в обробній промисловості, 479 — в галузі послуг.